# Wapen van Born

Wapen van Born

Het wapen van Born bestaat uit een symbolische weergave van het kasteel Born, geplaatst als hartschild, op het wapen van Gelre van de voormalige Nederlandse gemeente Born. De beschrijving luidt:
"Gedeeld, rechts van goud met een omgewenden leeuw van sabel, getongd en genageld van keel (Gulik); links van azuur met een dubbelstaartigen leeuw van goud, gekroond van hetzelfde, getongd en genageld van keel (Gelre); over de delingslijn heen een hartschild van goud met een gekanteelden toren van keel, verlicht van het veld."

## Geschiedenis
Op een zegel afkomstig uit 1456 werden de leeuwen van Gelre en Gulik klimmend tegen de toren afgebeeld. Mogelijk is het zegel te herleiden naar het verlenen van enige stedelijke rechten aan Born omstreeks de 15e eeuw. Bij de wapenaanvraag in 1896 werd door de gemeente de oudst bekende afbeelding ingediend. Het ontwerp werd door de Hoge Raad van Adel afgewezen, zij kwamen daarentegen met een voorstel om de toren in een hartschild te plaatsen. Door een gemeentelijke herindeling werden op 1 januari 1982 de grotendeels opgeheven gemeenten Grevenbicht en Obbicht en Papenhoven aan Born toegevoegd, totdat de gemeente tijdens de fusie van 2001 samen met de gemeenten Sittard en Geleen bij de gemeente Sittard-Geleen werd gevoegd.